# Tyrick Mitchell
Tyrick Mitchell (Brent, 1º settembre 1999) è un calciatore inglese, difensore del Crystal Palace.

## Caratteristiche tecniche
È un terzino sinistro.

## Carriera

### Club
Cresciuto nella scuola calcio dell'AFC Wembley, nel 2012 è entrato a far parte del settore giovanile del Brentford. Con il club biancorosso è rimasto per quattro stagioni, al termine delle quali è rimasto svincolato a causa della chiusura del settore giovanile, ed è entrato a far parte dell'Academy del Crystal Palace.
Nel gennaio 2019 ha firmato il suo primo contratto professionistico e dopo aver perso i primi mesi a causa di un infortunio al polpaccio è stato convocato dalla prima squadra in occasione dell'incontro di Premier League contro il Brighton del 16 dicembre. Dopo la ripresa del campionato 2019-2020, interrotto a causa della pandemia di COVID-19, è entrato in pianta stabile nella prima squadra ed il 4 luglio ha esordito ufficialmente subentrando a Patrick van Aanholt nei minuti finali della sfida vinta 3-0 contro il Leicester City.

### Nazionale
Il 21 marzo 2022 riceve la sua prima convocazione in nazionale maggiore, con cui ha esordito 5 giorni dopo nell'amichevole vinta per 2-1 contro la Svizzera.

## Statistiche

### Presenze e reti nei club
Statistiche aggiornate al 6 maggio 2024
| Stagione        | Squadra         | Campionato      | Campionato | Campionato | Coppe nazionali | Coppe nazionali | Coppe nazionali | Coppe continentali | Coppe continentali | Coppe continentali | Altre coppe | Altre coppe | Altre coppe | Totale | Totale | Totale |
| Stagione        | Squadra         | Comp            | Pres       | Reti       | Comp            | Pres            | Reti            | Comp               | Pres               | Reti               | Comp        | Pres        | Reti        | Pres   | Reti   |        |
| --------------- | --------------- | --------------- | ---------- | ---------- | --------------- | --------------- | --------------- | ------------------ | ------------------ | ------------------ | ----------- | ----------- | ----------- | ------ | ------ | ------ |
| 2019-2020       | Crystal Palace  | PL              | 4          | 0          | FACup+CdL       | 0+0             | 0               | -                  | -                  | -                  | -           | -           | -           | 4      | 0      |        |
| 2020-2021       | Crystal Palace  | PL              | 19         | 1          | FACup+CdL       | 1+0             | 0               | -                  | -                  | -                  | -           | -           | -           | 20     | 1      |        |
| 2021-2022       | Crystal Palace  | PL              | 36         | 0          | FACup+CdL       | 4+1             | 0               | -                  | -                  | -                  | -           | -           | -           | 41     | 0      |        |
| 2022-2023       | Crystal Palace  | PL              | 36         | 0          | FACup+CdL       | 0+2             | 0               | -                  | -                  | -                  | -           | -           | -           | 38     | 0      |        |
| 2023-2024       | Crystal Palace  | PL              | 35         | 3          | FACup+CdL       | 2+2             | 0               | -                  | -                  | -                  | -           | -           | -           | 39     | 3      |        |
| Totale carriera | Totale carriera | Totale carriera | 130        | 4          |                 | 12              | 0               |                    | -                  | -                  |             | -           | -           | 142    | 4      |        |

### Cronologia presenze e reti in nazionale
| Cronologia completa delle presenze e delle reti in nazionale ― Inghilterra | Cronologia completa delle presenze e delle reti in nazionale ― Inghilterra | Cronologia completa delle presenze e delle reti in nazionale ― Inghilterra | Cronologia completa delle presenze e delle reti in nazionale ― Inghilterra | Cronologia completa delle presenze e delle reti in nazionale ― Inghilterra | Cronologia completa delle presenze e delle reti in nazionale ― Inghilterra | Cronologia completa delle presenze e delle reti in nazionale ― Inghilterra | Cronologia completa delle presenze e delle reti in nazionale ― Inghilterra |
| Data                                                                       | Città                                                                      | In casa                                                                    | Risultato                                                                  | Ospiti                                                                     | Competizione                                                               | Reti                                                                       | Note                                                                       |
| -------------------------------------------------------------------------- | -------------------------------------------------------------------------- | -------------------------------------------------------------------------- | -------------------------------------------------------------------------- | -------------------------------------------------------------------------- | -------------------------------------------------------------------------- | -------------------------------------------------------------------------- | -------------------------------------------------------------------------- |
| 26-3-2022                                                                  | Londra                                                                     | Inghilterra                                                                | 2 – 1                                                                      | Svizzera                                                                   | Amichevole                                                                 | -                                                                          | 61’                                                                        |
| 29-3-2022                                                                  | Londra                                                                     | Inghilterra                                                                | 3 – 0                                                                      | Costa d'Avorio                                                             | Amichevole                                                                 | -                                                                          | 62’                                                                        |
| Totale                                                                     |                                                                            | Presenze                                                                   | 2                                                                          |                                                                            | Reti                                                                       | 0                                                                          |                                                                            |

## Palmarès

### Club

#### Competizioni nazionali
- Coppa d'Inghilterra: 1

Crystal Palace: 2024-2025
- Community Shield: 1

Crystal Palace:2025